# Gerda Münster
Gerda Münster war eine deutsche Tischtennisspielerin. Sie wurde 1933 deutsche Vizemeisterin.
Gerda Münster spielte in den 1930er Jahren zusammen mit ihrer Schwester Helga im Tischtennisbezirk Hamburg, u. a. beim Verein Saxonia Hamburg. 1933 nahm sie an der Deutschen Meisterschaft teil. Nach Siegen über Annemarie Hähnsch und Annemarie Schulz erreichte sie das Endspiel im Dameneinzel, das sie gegen Astrid Krebsbach mit 2:3 verlor. 1935 siegte sie im Einzel bei den Gaumeisterschaften des Gau VII Nordmark.
1951 nahm sie unter dänischer Flagge an den Nordischen Meisterschaften teil. Hier wurde sie im Doppel mit Vif Paaschburg (Dänemark) Zweite.